# Eresia estebana
Eresia estebana är en fjärilsart som beskrevs av Hall 1928. Eresia estebana ingår i släktet Eresia och familjen praktfjärilar. Inga underarter finns listade i Catalogue of Life.